# Karpaty Halicz
Karpaty Halicz (ukr. Футбольний клуб «Карпати» (Галич), Futbolnyj Kłub "Karpaty" (Hałycz)) – ukraiński klub piłkarski, mający siedzibę w mieście Halicz, w zachodniej części kraju, grający od sezonu 2020/21 w Druhiej-lidze.

## Historia
Chronologia nazw:
- 1949: Kołhospnyk Halicz (ukr. «Колгоспник» (Галич))
- 1967: Dynamo Halicz (ukr. «Динамо» (Галич))
- 1984: Dnister Halicz (ukr. «Дністер» (Галич))
- 1993: Hałyczyna Halicz (ukr. «Галичина» (Галич))
- 2000: Enerhetyk-Hałyczyna-2 Halicz (ukr. «Енергетик-Галичина-2» (Галич))
- 2009: Dnister Halicz (ukr. «Дністер» (Галич))
- 2009: Hał-Wapno Halicz (ukr. «Гал-Вапно» (Галич))
- 2012: Hałyczyna-Wapno Halicz (ukr. «Галичина-Вапно» (Галич))
- 2013: Hał-Wapno Halicz (ukr. «Гал-Вапно» (Галич))
- 2015: Dnister Halicz (ukr. «Дністер» (Галич))
- 2016: Hał-Wapno Halicz (ukr. «Гал-Вапно» (Галич))
- 2017: FK Halicz (ukr. ФК «Галич» (Галич))
- 2018: Karpaty Halicz (ukr. «Карпати» (Галич))
- 2019: Karpaty-Enerhetyk Halicz (ukr. «Карпати-Енергетик» (Галич))
- 2020: Karpaty Halicz (ukr. «Карпати» (Галич))

Piłkarska drużyna Kołhospnyk została założona w miejscowości Halicz w 1949 roku. W 1949 roku zespół startował w rozgrywkach obwodu stanisławowskiego. W 1953 roku po zdobyciu drugiego miejsca wśród drużyn klasy "B" zespół przebił się do grona najlepszych w obwodzie. W 1959 osiągnął swój najlepszy wynik w mistrzostwach obwodu, zajmując 4.miejsce. W 1964 roku zespół opuścił pierwszą ligę obwodową, tracąc miano najlepszej drużyny w okolicy na rzecz zespołu z Bursztyna, gdzie rozpoczęła się wielka budowa elektrowni. W 1967 roku klub przyjął nazwę Dynamo wygrał klasę "B" i na trzy lata wrócił do elity obwodu. W 1984 roku klub zmienił nazwę na Dnister (od nazwy rzeki Dniestr, która płynie przez miasto), ale nie uzyskał większych sukcesów.
Niewiele lepsze są wyniki klubu w latach niepodległej Ukrainy. Drużyna pod nową nazwą Hałyczyna startowała w rozgrywkach od trzeciej ligi obwodowej, a od końca lat 90. XX.wieku nieprzerwanie gra w pierwszej lidze mistrzostw obwodu iwanofrankiwskiego. Największym osiągnięciem klubu był awans do finału pucharu obwodu w 1999 roku, w którym przegrała 1:3 z Koroną Iwano-Frankiwsk. W 2000 roku zespół stał się farm-klubem Enerhetyka Bursztyn i grał w mistrzostwach obwodu jako Enerhetyk-Hałyczyna-2. Sezon 2010 był ostatnim dla tej drużyny.
Rok wcześniej w 2009 roku przez znanego niegdyś galicyjskiego piłkarza Ihora Musiakewycza został założony w mieście nowy klub ze starą nazwą Dnister. W lipcu 2009 wraz z pojawieniem się stałego sponsora - Hałyczyna-Wapno Sp.z o.o. zmieniła się nazwa na Hał-Wapno. W 2010 roku zespół został mistrzem rejonu halickiego. Od 2011 roku klub piłkarski z miasta Halicz powraca do obwodowych rozgrywek, zajmując miejsce Enerhetyk-Hałyczyny-2 w pierwszej lidze mistrzostw obwodu.
W sezonie 2016/17 zespół dotarł do finału pucharu obwodu, gdzie w dość zaciętej i równej walce przegrał 0:1 ze znacznie mocniejszym Oskarem z Podgórza. Sezon 2017/18 stał się najbardziej udanym dla klubu, na kilka rund przed końcem mistrzostw zespół z nazwą FK Halicz po raz pierwszy został mistrzem obwodu iwanofrankiwskiego. W sezonie 2018/19 klub podpisał umowę partnerską z Karpatami Lwów i przyjął nazwę Karpaty. Również zespół debiutował w amatorskich mistrzostwach Ukrainy oraz amatorskim pucharze Ukrainy. W 2019 zdobył puchar oraz superpuchar obwodu. Latem 2020 zmienił logo i barwy klubu na biało-zielone.
Latem 2020 roku klub zgłosił się do rozgrywek Druhiej Lihi i otrzymał status profesjonalny.

## Barwy klubowe, strój
|  |  |

Klub ma barwy zielono-białe. Zawodnicy domowe spotkania zazwyczaj grają w niebieskich koszulkach, niebieskich spodenkach oraz niebieskich getrach.

## Sukcesy

### Trofea międzynarodowe
Nie uczestniczył w rozgrywkach europejskich (stan na 31-05-2020).

### Trofea krajowe
| \| \| Zdobyte trofea w rozgrywkach Ukrainy (stan na: 17-09-2020) \| |                                                            |      |          |
| Rozgrywki                                                           | Osiągnięcie                                                | Razy | Sezon(y) |
| · Mistrzostwo                                                       | I miejsce                                                  | 0    |          |
| · Mistrzostwo                                                       | II miejsce                                                 | 0    |          |
| · Mistrzostwo                                                       | III miejsce                                                | 0    |          |
| Puchar                                                              | zdobywca                                                   | 0    |          |
| Puchar                                                              | finalista                                                  | 0    |          |
| Puchar                                                              | 1/64 finału                                                | 1    | 2020/21  |
| II liga                                                             | I miejsce                                                  | 0    |          |
| II liga                                                             | II miejsce                                                 | 0    |          |
| II liga                                                             | III miejsce                                                | 0    |          |
| Ukraina                                                             | Zdobyte trofea w rozgrywkach Ukrainy (stan na: 17-09-2020) |      |          |

- Druha liha (D3):
  - ?.miejsce (1x): 2020/21

- Mistrzostwo obwodu iwanofrankiwskiego:
  - mistrz (1x): 2017/18

- Puchar obwodu iwanofrankiwskiego:
  - zdobywca (1x): 2018/19

- Superpuchar obwodu iwanofrankiwskiego:
  - zdobywca (2x): 2017/18, 2018/19

## Poszczególne sezony
ZSRR
Ukraina

### Rozgrywki międzynarodowe

#### Europejskie puchary
Nie uczestniczył w rozgrywkach europejskich.

### Rozgrywki krajowe
ZSRR
| \| \| Bilans występów klubu w rozgrywkach piłkarskich Związku Radzieckiego (Stan na 31 grudnia 1991 r.) \| |                                                                                                   |        |       |   |   |   |    |    |     |                      |        |        |      |
| Poziom | Rozgrywki                                                                                         | Sezony | Mecze | Z | R | P | B+ | B– | Pkt | Lata                 | Awanse | Spadki | Naj. |
| I | Wysszaja liga                                                                                     | 0      |       |   |   |   |    |    |     |                      |        |        |      |
| II | Pierwaja liga                                                                                     | 0      |       |   |   |   |    |    |     |                      |        |        |      |
| III | Wtoraja liga                                                                                      | 0      |       |   |   |   |    |    |     |                      |        |        |      |
| IV | Wtoraja nizszaja liga                                                                             | 0      |       |   |   |   |    |    |     |                      |        |        |      |
| V | I oblastnaja liga                                                                                 | 14     |       |   |   |   |    |    |     | 1954–1964, 1968–1970 | 0      | 2      | 4    |
| | Puchar ZSRR                                                                                       | 0      |       |   |   |   |    |    |     |                      | 0      | 0      |      |
| | Bilans występów klubu w rozgrywkach piłkarskich Związku Radzieckiego (Stan na 31 grudnia 1991 r.) |        |       |   |   |   |    |    |     |                      |        |        |      |

Ukraina
| \| Ukraina \| Bilans występów klubu w rozgrywkach piłkarskich Ukrainy (Stan na 17 września 2020 r.) \| \| |                                                                                       |        |       |   |   |   |    |    |     |           |        |        |      |
| Poziom | Rozgrywki                                                                             | Sezony | Mecze | Z | R | P | B+ | B– | Pkt | Lata      | Awanse | Spadki | Naj. |
| I | Wyszcza liha/Premier-liha                                                             | 0      |       |   |   |   |    |    |     |           | 0      | 0      |      |
| II | Persza liha                                                                           | 0      |       |   |   |   |    |    |     |           |        |        |      |
| III | Druha liha                                                                            | 1      |       |   |   |   |    |    |     | 2020–     | 0      | 0      | ?    |
| IV | Amatorska liha                                                                        | 2      |       |   |   |   |    |    |     | 2018–2020 | 1      | 0      | 4    |
| V | I oblasna liha                                                                        | 20     |       |   |   |   |    |    |     | 1997–2018 | 1      | 0      | 1    |
| | Puchar Ukrainy                                                                        | 1      |       |   |   |   |    |    |     | 2020–     | 0      | 0      | 1/64 |
| Ukraina                                                                                                   | Bilans występów klubu w rozgrywkach piłkarskich Ukrainy (Stan na 17 września 2020 r.) |        |       |   |   |   |    |    |     |           |        |        |      |

## Struktura klubu

### Stadion
Klub piłkarski rozgrywał swoje mecze domowe na stadionie Kołos w Haliczu o pojemności ponad 800 widzów.

## Kibice i rywalizacja z innymi klubami

### Derby
- Enerhetyk Bursztyn